# Martien
Pour l’article ayant un titre homophone, voir Marcien.
Pour un article plus général, voir Mars (planète).

Un exemple stylisé de Martien dans l'imaginaire occidental.

Martien est un nom générique qui désigne plusieurs types de créatures imaginaires censées vivre sur Mars. 
Selon la version la plus répandue, les Martiens, également nommés « petits hommes verts », sont des êtres à l'apparence vaguement humanoïde et repoussante, minces, avec une grosse tête et des yeux globuleux, généralement animés de mauvaises intentions envers l'espèce humaine. Le nom de Martien est souvent devenu, à tort, synonyme d'extraterrestre dans la culture populaire.

## Origines du folklore martien
Durant l’Antiquité, la planète Mars fut associée aux divinités. C'est la découverte des « canaux martiens » en 1877 par l'astronome Giovanni Schiaparelli qui lança une série de légendes à propos d'une espèce extraterrestre intelligente vivant sur Mars, qui y aurait bâti un ouvrage artificiel. Plus tard, l'astronome Camille Flammarion observe la planète Mars depuis un observatoire à Juvisy-sur-Orge et émet l'hypothèse que les canaux ont été construits par des Martiens. Suivant cette idée, Percival Lowell fait construire un observatoire à Flagstaff et observe ces fameux « canaux ». Il en compte des centaines et affirme qu'ils sont non seulement l'œuvre des Martiens, mais aussi qu'ils ont été créés pour lutter contre la désertification de la planète en acheminant la glace des calottes polaires vers les terres équatoriales desséchées. L'idée devient rapidement très répandue, il faut attendre 1909 et les travaux d'Eugène Antoniadi pour que l'on découvre que l'observation des canaux était due à la mauvaise qualité des instruments d'astronomie, mais l'idée de canaux construits par des Martiens resta ancrée.

## Communication avec les Martiens
En 1908, William Pickering propose d'utiliser d'immenses miroirs paraboliques pour focaliser la lumière émise par des lampes électriques sur la surface martienne, afin que les Martiens nous aperçoivent. Francis Galton avait proposé d'utiliser des miroirs en 1892, d'autres de tracer des messages en lettres géantes dans les sables des déserts comme le Sahara. Dans les années 1890, des « flashs » à la surface de Mars sont interprétés comme étant des signaux de fumée émis par les Martiens et en 1895, le New York Herald annonce que le mot Shajdai, — Dieu en hébreu — est visible dans un dessin de la surface martienne réalisé en 1890. Nikola Tesla intercepte des signaux en provenance de Mars en 1901 et propose la construction d'un poste radio interplanétaire pour dialoguer avec eux. En 1919, Guglielmo Marconi capta des émissions radios apparemment venues de l'espace. Il annonça qu'ils provenaient de la planète Mars. En 1924, l'armée et la marine américaine profitèrent d'un passage de Mars au plus proche de la Terre pour écouter d'éventuels signaux radios émis par les Martiens. 
Dans les années 1850, ceux qui pensaient que les Martiens étaient médiums ou télépathes tentèrent de les contacter grâce au spiritisme. La médium spirite Hélène Smith (de son vrai nom Catherine Élise Müller) serait entrée en communication avec des Martiens et décrivit très précisément les paysages de Mars, les Martiens et la langue martienne. 
En 1902, Carl Gustav Jung rédige la thèse Psychologie et pathologie des phénomènes dit occultes et décrit les transes médiumniques d'une jeune femme qui voyait de nombreux canaux et des Martiens montés sur des machines volantes, expliquant ce cas par une dissociation de la personnalité.

## La Guerre des mondes
Du célèbre roman La Guerre des mondes d'H. G. Wells paru en 1898 fut tirée une émission radiophonique écrite et racontée par Orson Welles, diffusée en 1938 sur le réseau CBS aux États-Unis. Une légende tenace forgée par les journaux mêlant hystérie collective, paniques, suicides, crises cardiaques, exode routier, s'y attacha alors que les faits sont contraires : 2 % d'auditeurs, pas de confusion avec la réalité, pas de témoignages concordants, pas de hausse des hospitalisations. Elle sert d'argument chez certains pour justifier la nécessité de cacher la réalité d'hypothétiques extra-terrestres à un peuple immature, puéril, émotionnel qu'il faudrait protéger de ses réactions inadaptées.

## Les Martiens dans la culture populaire

### Littérature
- Auf zwei Planeten, roman de Kurd Lasswitz publié en 1897, présentant un peuple de Martiens plus avancé.
- La Guerre des mondes, roman d'H. G. Wells paru en 1898, décrit l'invasion de la Terre par des Martiens montés sur des tripodes de métal.
- Le Prisonnier de la planète Mars et sa suite La Guerre des vampires, romans de Gustave Le Rouge parus en 1908, imaginent le voyage d'un humain propulsé sur Mars grâce à l'énergie psychique de plusieurs milliers de fakirs.
- Une princesse de Mars, roman d'Edgar Rice Burroughs paru en 1917, raconte l'histoire d'un ex-capitaine sudiste qui découvre Mars habitée par des extraterrestres dont certains ont quatre bras et la peau verte.
- Aelita, roman d'Alexeï Nicolaïevitch Tolstoï publié en 1923 et adapté au cinéma en 1924.
- Les Navigateurs de l'infini, roman de J.-H. Rosny aîné paru en 1925, décrit une mission d'exploration qui atterrit sur Mars et découvre des races extra-terrestres.
- Chroniques martiennes, cycle de science-fiction de Ray Bradbury paru en 1950, décrit des Martiens confrontés à l'arrivée des Terriens.
- Martiens, go home ! de Fredric Brown publié en 1954, roman mettant en scène une invasion de martiens peu courtois.
- La Trilogie de Mars, série de trois romans de science-fiction de Kim Stanley Robinson chroniquant la colonisation et la terraformation de la planète Mars.

### Cinéma
- Article principal : Mars au cinéma.

## Surnom
Les Martiens est un surnom donné à un groupe d'éminents scientifiques hongrois émigrés aux Etats-Unis au début du XXe siècle. L'origine du terme vient du physicien Leó Szilárd (1898-1964) qui en réponse à la question de savoir pourquoi il n'y avait aucune preuve de vie intelligente au-delà de la Terre malgré la forte probabilité qu'elle existe, répondit en plaisantant : « Ils sont déjà ici parmi nous – ils se disent simplement Hongrois. » faisant référence à la présence de nombreux scientifiques hongrois, dont lui-même, dans les universités et centre de recherches américains.